# Colfax (Iowa)
Colfax és una població dels Estats Units a l'estat d'Iowa. Segons el cens del 2000 tenia 2.223 habitants.

## Demografia
Segons el cens del 2000, Colfax tenia 2.223 habitants, 837 habitatges, i 585 famílies. La densitat de població era de 631,1 habitants per km².
Dels 837 habitatges en un 35,1% hi vivien nens de menys de 18 anys, en un 57,1% hi vivien parelles casades, en un 8,6% dones solteres, i en un 30% no eren unitats familiars. En el 26,5% dels habitatges hi vivien persones soles l'11% de les quals corresponia a persones de 65 anys o més que vivien soles. El nombre mitjà de persones vivint en cada habitatge era de 2,56 i el nombre mitjà de persones que vivien en cada família era de 3,12.
Per edats la població es repartia de la següent manera: un 29,2% tenia menys de 18 anys, un 8,5% entre 18 i 24, un 28,7% entre 25 i 44, un 22% de 45 a 60 i un 11,6% 65 anys o més.
L'edat mediana era de 35 anys. Per cada 100 dones de 18 o més anys hi havia 96,8 homes.
La renda mediana per habitatge era de 41.006 $ i la renda mediana per família de 48.300 $. Els homes tenien una renda mediana de 35.326 $ mentre que les dones 22.150 $. La renda per capita de la població era de 17.662 $. Entorn del 5,2% de les famílies i el 6,7% de la població estaven per davall del llindar de pobresa.

## Poblacions més properes
El següent diagrama mostra les poblacions més properes.